# البعثة الإسبانية خوان رامون خمينيز
البعثة الإسبانية خوان رامون خمينيز (بالإسبانية: Instituto Español Juan Ramón Jiménez) هي مدرسة دولية إسبانية في مدينة الدار البيضاء المغربية. تديرها وزارة التعليم الإسبانية. تتخذ اسمها من الشاعر الإسباني خوان رامون خيمينيث.(بالعربية: البعثة الإسبانیة خوان رامون خمینیز)(بالفرنسية: Institut Espagnol Juan Ramón Jiménez)‏